# Frontera entre Croacia y Serbia
La frontera entre Croacia y Serbia es la frontera internacional terrestre entre Croacia, miembro de la Unión Europea y obligada a integrarse en el espacio Schengen, y Serbia. Separa la región serbia de la Voivodina de los condados croatas de Osijek-Baranya y Vukovar-Sirmia.

## Descripción
La frontera está orientada aproximadamente de norte a sur y 137 kilómetros son delimitados por el río Danubio. Al norte empieza al trifinio entre Croacia, Serbia y Hungría y sigue el curso del Danubio hacia el este hasta la ciudad serbia de Bačka Palanka. Se dirige hacia el sur, después hacia el oeste y al sur, para unirse al trifinio con Bosnia y Herzegovina.

Reivindicaciones croatas en las regiones de Bačka (en amarillo) y reconocimiento consecutivos en Baranya (terra nullius en verde).

Evolución de la frontera de Sirmia y reivindicaciones alrededor de Vukovar.

Los dos países tienen posiciones opuestas en la parte danubiana de su frontera: para Serbia, es la vaguada que sirve de delimitación, mientras que Croacia afirma como límite las antiguas fronteras entre los condados húngaros de Baranya y de Bács-Bodrog, que se remontan a una época en que el curso del río seguía varios meandros, en su mayor parte situado al este de la vaguada actual. Estas reclamaciones croatas al lado serbio del río implican en Croacia la renuncia de un territorio que no es reclamado por ninguno de los dos países (terra nullius).

## Historia
La frontera entre Croacia y Serbia fue demarcada en 1945 como límite interno de la República Federativa Socialista de Yugoslavia, entre estas dos repúblicas federadas. Su parte fluvial seguía la vaguada del Danubio; su parte terrestre era inicialmente casi rectilínea norte-sur del Danubio (Opatovać) al Sava (Jamena). En 1946 y 1948 fue modificado por un cambio territorial que extendió el margen croata (derecho) del Danubio hasta Ilok hacia el este y el margen serbio (izquierda) del Sava hasta Račinovci hacia el oeste. En el momento de la disolución de Yugoslavia esta frontera se hizo internacional, su recorrido fue reclamado por ambos países y después de las guerras de Yugoslavia finalmente aceptado en 1996, a excepción de la parte del Danubio donde subsiste el litigio sobre la diferencia entre la antigua ribera y la actual.

## Reivindicaciones de laterra nullius
Tres micronaciones reivindican la terra nullius entre los dos estados:
- Liberland[3][4]
- Verdis[5]
- El Reino de Enclava.[6]